# Vũng Tàu

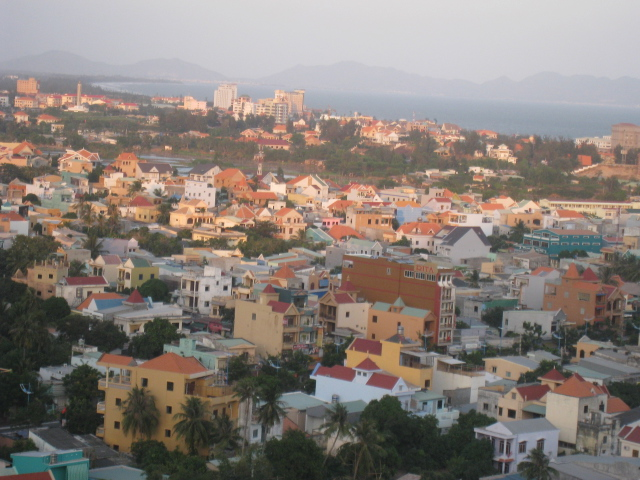
Vũng Tàu

Vũng Tàu è una città del Vietnam nella Regione sud-orientale che nel 2019 contava 357 124 abitanti.
Vũng Tàu è l'unico centro petrolifero del Vietnam ed è anche un importante centro turistico. La Petro Vietnam e PTSC impiegano migliaia di lavoratori, tanto che il giro d'affari legato ai cantieri che costruiscono piattaforme petrolifere muove gran parte dell'economia cittadina. Dall'aeroporto di Vũng Tàu partono i voli in elicottero per raggiungere le piattaforme petrolifere e i mezzi navali che operano nei mari vietnamiti del sud.
La città è situata 120 chilometri a sudest di Ho Chi Minh e possiede alcune belle spiagge. Per raggiungerla da Ho Chi Minh sono necessarie circa 3 ore in auto o poco più di un'ora se si naviga sul fiume.

## Monumenti e luoghi d'interesse
- Cristo di Vũng Tàu - statua colossale situata sulla sommità del Monte Nho